# Соротюк, Витторио
Витторио Соротюк (Vittorio Sorotiuk; 12 апреля 1945) — адвокат и общественно-политический деятель Бразилии украинского происхождения и левого толка. Заместитель президента Всемирного конгресса украинцев — представляет украинскую диаспору Южной Америки, председатель Украинско-Бразильской центральной репрезентации.

## Биография
Прадед Семко Соротюк родом из села Детковцы (современной Тернопольской области Украины). Деды по линии отца Жуакин Соротюк и Мадалена Дрогомирская и по линии матери Жуан Гудыма и Екатерина Конопацкая прибыли в Бразилию в 1896 году. Витторио — сын Жуана (Жоао, Ивана) Соротюка и Жюстины (Юстины) Гудымы. Родился 12 апреля 1945 года в Прудентополисе (штат Парана). Его родной брат является писанкарем, автором писанки в Украинском Мемориале в Куритибе.
Окончил юридический факультет Федерального университета Параны по степени бакалавра права с возможностью работать адвокатом в сфере экологического права. Учился в Институте исследований развития Женевского университета (Швейцария). В 1967—1968 годах работал заведующим Учебным центром им. Уго Симаса на юридическом факультете Федерального университета Параны.
Участвовал в левых студенческих и профсоюзных движениях, боровшихся против установившейся в Бразилии в 1964 году военной диктатуры. В 1968—1969 годах возглавлял Центральный комитет (профсоюз) студентов Федерального университета Параны. В 1969 году организовывал акции протеста против авторитарного режима, за что несколько раз попадал в тюрьму и подвергался пыткам. В 1970 году был вынужден эмигрировать в Чили, где на одном из студенческих митингов познакомился с племянницей президента Сальвадора Альенде — Элианой, которая стала его женой. После свержения Альенде пиночетовским переворотом в 1973 году Соротюк вновь оказывается в застенках и подвергается пытам на Национальном стадионе, после чего возвращается в Бразилию. В 1980 году входит в группу основателей Партии трудящихся (ПТ).
В 1983—1991 годах работал адвокатом прокуратуры Института недр, картографии и флоры Параны. С 1991 по 1992 год был директором Института недр, картографии и флоры Параны. В эти же годы был членом Национального совета окружающей среды. В 1991 году становится членом административного совета банка «Банестадо». В июле-декабре 1992 года занимал должность генерального директора секретари окружающей среды правительства Параны.
В 1992—1995 годах снова возвращается в прокуратуру Института окружающей среды Параны как адвокат. С декабря 1992 по октябрь 1994 работал специальным помощником губернатора Параны. В октябре 1994 года становится секретарем по окружающей среде правительства Параны. Тогда же выходит из административного совета банка Банестадо.
В 1996—2002 годах работал в экологической адвокатуре при неправительственных организациях по охране окружающей среды. В 1997 году назначен заместителем председателя комиссии по окружающей среде Союза адвокатов Бразилии в Паране. Находился в должности до 2002 года.
Наряду с адвокатской деятельностью активно участвовал в развитии украинских организаций в Бразилии. В 2002 году возглавил наблюдательный совет Украинско-Бразильской Центральной Репрезентации. В 2003 году избирается ее президентом. Состоит на этом посту до сих пор. Также в настоящее время преподает экологическое право на юридическом факультете Университета Туиути (г. Куритиба).